# Campagna degli autobus atei

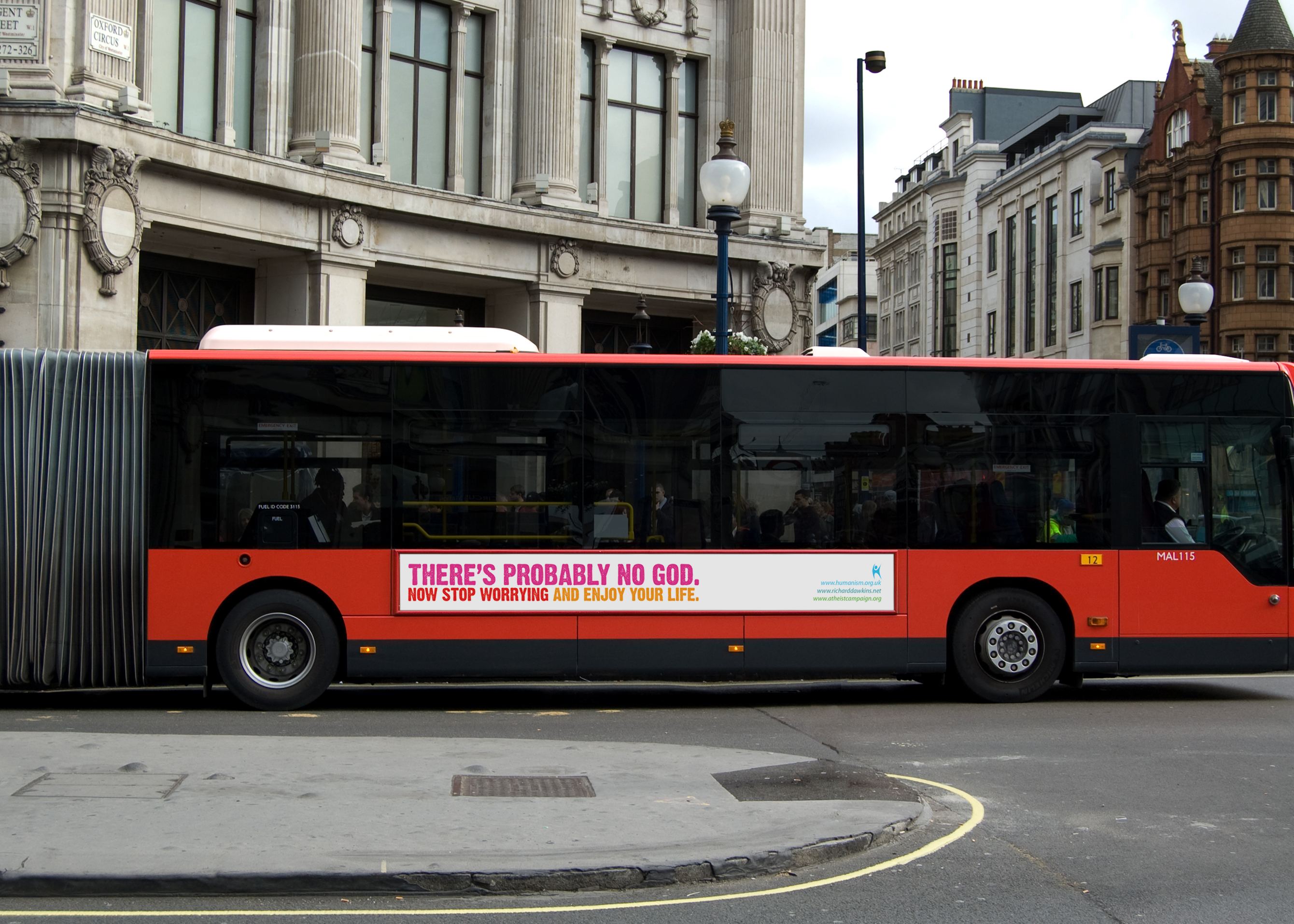
Autobus della campagna in Gran Bretagna, a Londra.

La campagna degli autobus atei (inglese Atheist Bus Campaign) è un'iniziativa pubblicitaria, lanciata per la prima volta nel 2008 nel Regno Unito, consistente nel propagandare messaggi sull'ateismo, e nata in risposta a una campagna simile organizzata da associazioni evangeliche.

## Storia dell'iniziativa

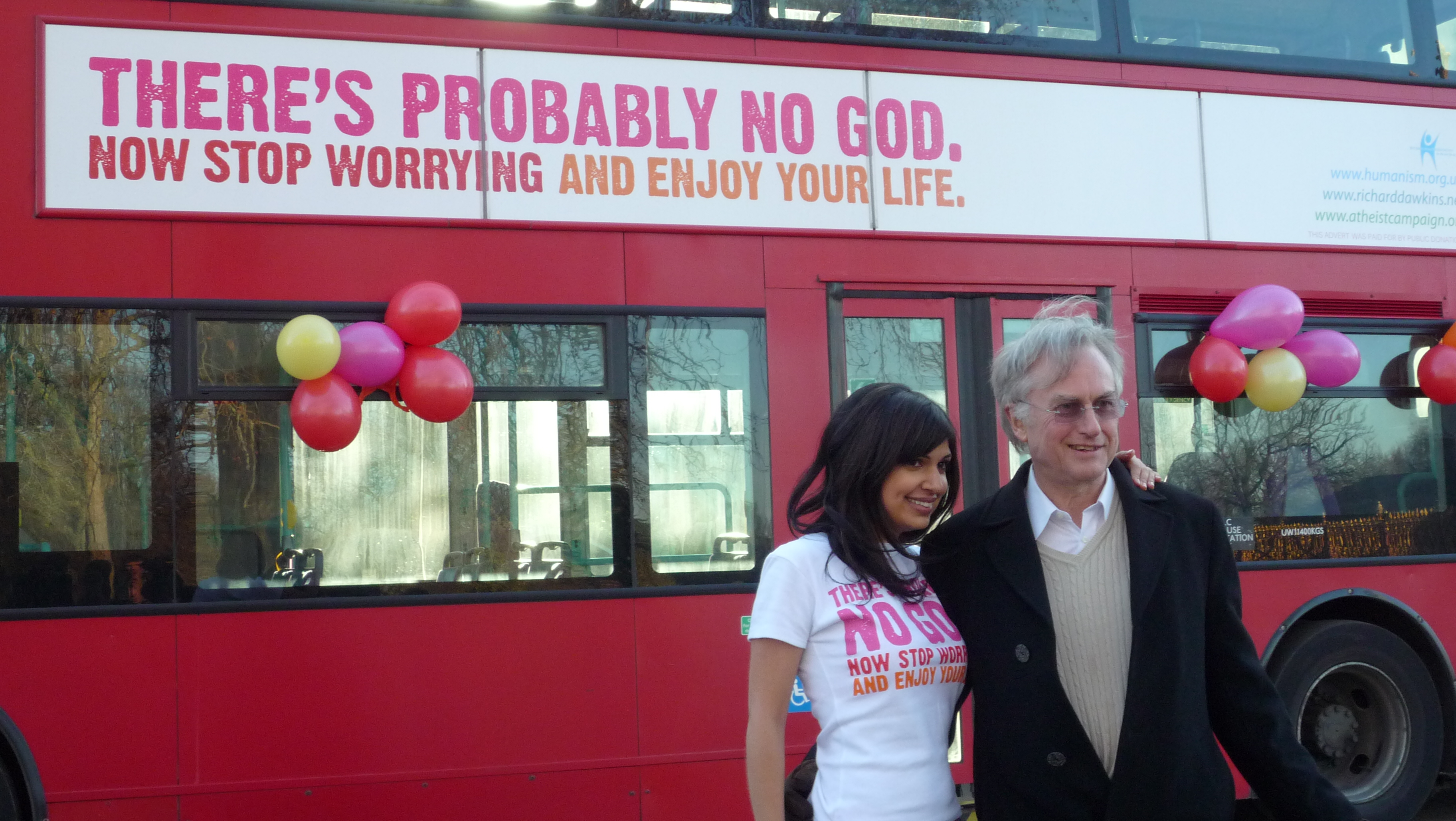
Ariane Sherine e Richard Dawkins lanciano la campagna degli autobus atei nel 2008

L'ideatrice fu la giornalista e comica inglese Ariane Sherine e la campagna venne lanciata il 21 ottobre 2008, con il supporto della British Humanist Association e del biologo Richard Dawkins. L'obiettivo iniziale era la raccolta di £ 5.500 per finanziare la campagna pubblicitaria, per quattro settimane all'inizio del 2009, con 30 autobus nella città di Londra che riportassero lo slogan "There's probably no God. Now stop worrying and enjoy your life" ("Probabilmente non c'è nessun Dio. Ora smetti di preoccuparti e goditi la vita").
Richard Dawkins, autore del libro L'illusione di Dio, accettò di raddoppiare le £ 5.500 se e quando l'obiettivo fosse stato raggiunto: questo avvenne lo stesso giorno del lancio, il 21 ottobre, alle 10:06 del mattino. Il 24 ottobre il denaro raccolto superava già le £ 100.000 e, alla chiusura della raccolta fondi, l'11 aprile 2009, il totale raccolto ammontava a £ 153,523.51.
Il primo autobus iniziò a girare per la città il 6 gennaio 2009, fino a raggiungere un totale di 800 autobus in tutto il territorio della Gran Bretagna; il progetto prevedeva anche la realizzazione di 1000 manifesti da posizionare nelle stazioni della metropolitana di Londra, con citazioni di atei famosi. Successivamente furono posizionati anche due schermi LCD nel centro di Londra, in Oxford Street.

## Campagne correlate nel resto del mondo

### Spagna
In Spagna una campagna correlata fu lanciata il 12 gennaio 2009, con lo slogan "Probablemente Dios no existe. Deja de preocuparte y goza de la vida", traduzione letterale di quello in lingua inglese. Iniziata sugli autobus di Barcellona, seguì anche nelle città di Madrid e Valencia alla fine dello stesso mese.

### Finlandia
In Finlandia una campagna simile fu annunciata il 16 marzo 2009 sugli autobus delle maggiori città del paese, Helsinki e Tampere.

### Italia
L'iniziativa fu importata in Italia dall'Unione degli Atei e degli Agnostici Razionalisti, che finanziò una campagna che sarebbe dovuta partire il 4 febbraio 2009 a Genova, su alcuni autobus dell'AMT. La campagna venne poi realizzata soltanto a Genova e con uno slogan differente: "La buona notizia è che in Italia ci sono milioni di atei. Quella ottima, è che credono nella libertà di espressione".

### Germania
In Germania gli organizzatori faticarono a trovare una compagnia di autotrasporti che accettasse la campagna pubblicitaria, ricevendo un rifiuto da 17 compagnie in tutto il paese. Optarono quindi per guidare loro stessi l'autobus in un viaggio attraverso le venti maggiori città tedesche.

### Svezia
In Svezia l'associazione Humanisterna promosse la campagna nell'estate del 2009 con la realizzazione di cartelloni pubblicitari nella metropolitana di Stoccolma che riportavano "Gud finns nog inte" ("Probabilmente Dio non esiste").

### Svizzera
In Svizzera l'Associazione Svizzera dei Liberi Pensatori organizzò nel 2009 la pubblicazione in varie città svizzere di manifesti pubblicitari che riportavano la scritta Probabilmente Dio non esiste. Smetti di preoccuparti. Goditi la vita. La pubblicazione dei manifesti venne vietata, almeno inizialmente, dai cantoni di Lucerna e Zugo.